# トレンデルブルク
トレンデルブルク (ドイツ語: Trendelburg、低地ドイツ語: Drengelborch) は、ドイツ連邦共和国ヘッセン州カッセル郡に属す小都市である。

## 地理

### 位置
トレンデルブルクは、南のホーフガイスマーと北のバート・カールスハーフェンとの間に位置している。ヴェーザー川の支流ディーメル川がこの街を流れ、ラインハルトの森のすぐ西にあたる。

### 隣接する市町村
トレンデルブルクは、北はベーヴェルンゲン（ノルトライン＝ヴェストファーレン州ヘクスター郡）とバート・カールスハーフェン、東は市町村に属さないグーツベツィルク・ラインハルツヴァルト、南はホーフガイスマーとリーベナウ（ここまでの4つはいずれもカッセル郡）、西はベルゲントライヒ（ノルトライン＝ヴェストファーレン州ヘクスター郡）と境を接する。

### 市区
トレンデルブルクは以下の市区からなる。
- ダイゼル
- エーバーシュッツ
- フリードリヒスフェルト
- ゴッツビューレン
- ランゲンタール
- ジーレン
- シュタンメン

2010年10月現在の人口は 5,269人であったが、その内訳は、トレンデルブルク中核市区 1,079人、ダイゼル 1,028人、フリードリヒスフェルト 175人、ゴッツビューレン 793人、ランゲンタール 715人、ジーレン 539人、シュタンメン 388人であった。

## 歴史

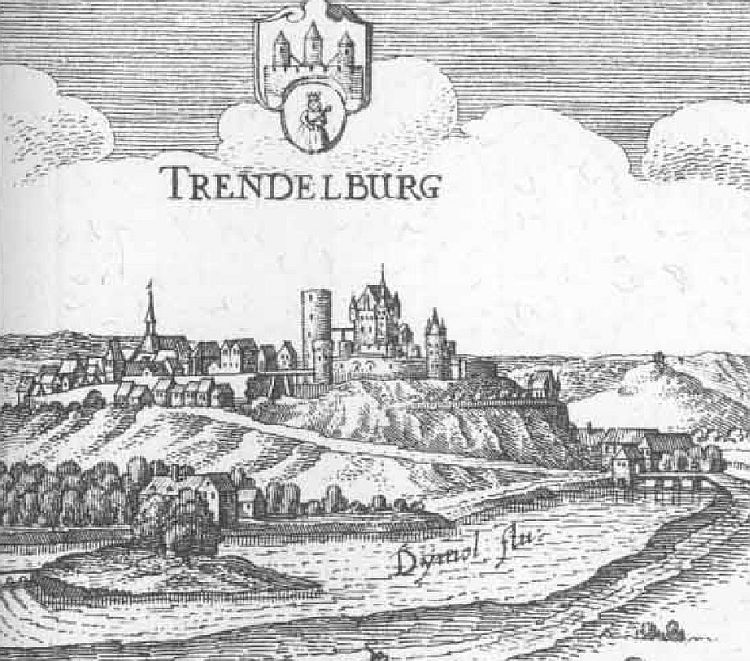
マテウス・メーリアンの銅版画に描かれた1655年頃のトレンデルブルク

トレンデルブルク城は、13世紀にディーメル川沿いの境界地域に建設された（ミュンスター州立文書館所蔵コルヴァイ修道院の「Liber vitae」の写本による）。ここには、パーダーボルン司教区、マインツ司教区、発展に向かうヘッセン方伯領を結ぶ重要な通商路の交差点沿いの徒渉地があった。城の建設者はシェーネベルク伯コンラート3世（1249年 - 1311年）であった。その法廷は城の前のボダイジュの下であった。首形堀で隔てられた城の前の尾根に小さな入植地があった。この集落は2つの門を持ち、一重の市壁で囲まれていた。谷にあったより古い村（トレンデ、ズルテン、エクセン）は次第に衰退し、トレンデルブルクの堅牢化に有利になるよう見放されていった。
ある文献（ヴュルツブルク州立文書館所蔵の1303年の写本）には、コンラート伯がマインツ大司教の援助を求めたことが記録されている。その直後、シェーネベルク城はパーダーボルン司教の軍隊によって奪取された。1306年にトレンデルブルクはパーダーボルン司教とヘッセン方伯の所領となった。この時から15世紀まで、両者共同で選任された官僚がトレンデルブルクを居城として代官を務めた。
この城と街は、1443年と1456年に火災により破壊されたが、その後に再建されている。ヘッセン方伯ルートヴィヒ2世は、ヘッセン＝パーダーボルン・フェーデ(1464年 - 1471年）の際、1464年に城内の敵対的な半数を手中に収め、トレンデルブルクに都市権を授けた。その後の和平協定により、トレンデルブルクはヘッセン領内に留まることとなった。
三十年戦争では、ティリー伯の軍勢がトレンデルブルクとその周辺に陣を張った。戦闘により 112 軒の家屋のうち 51 軒が破壊された。また、ペストが住民の 50 % の命を奪った。
1676年にカール方伯が城を拡張し、狩りの城に改造した。シュトックハウゼン家の城が三十年戦争で破壊されたため、騎士領「ツア・アプグンスト」が1703年に創設された。この頃、トレンデルブルクに堰を有するカール伯運河が建設された（1700年 - 1730年）。
七年戦争では、フランス軍とブラウンシュヴァイク軍との間で激しい戦闘が行われた。この城は向かい合う丘陵（ビュンゲ）から火を放たれ、フランス軍の防衛部隊はこれを放棄しなければならなかった。
19世紀に行政庁や刑務所が廃止された後、この城にはプロイセンの営林署が入居した。1848年にトレンデルブルクに駅を持つカールス鉄道が開通した。このローカル線は1986年まで営業していた。1901年にシュトックハウゼン家が城を買い取り、居館に改築した。1949年からはホテル兼レストランを営業し、これは現在も存続している。
1970年12月31日、それまで独立した市町村であったダイゼル、ゴッツビューレン、エーバーシュッツ、ジーレン、ランゲンタール、シュタンメン、フリードリヒスフェルトがトレンデルブルクに合併し、現在は市区を形成している。本市の行政中心は中核市区であるトレンデルブルクに置かれている。

## 行政

### 市議会
トレンデルブルクの市議会は 31議席からなる。

### 姉妹都市
トレンデルブルク市は以下の都市と姉妹都市協定を結んでいる。
- アルシュテット(Allstedt)（ドイツ、ザクセン＝アンハルト州）1991年
- ルヴィニエ＝デュ＝デゼール(Louvigné-du-Désert)（フランス、イル＝エ＝ヴィレーヌ県）1991年

## 文化と見所

### 建築

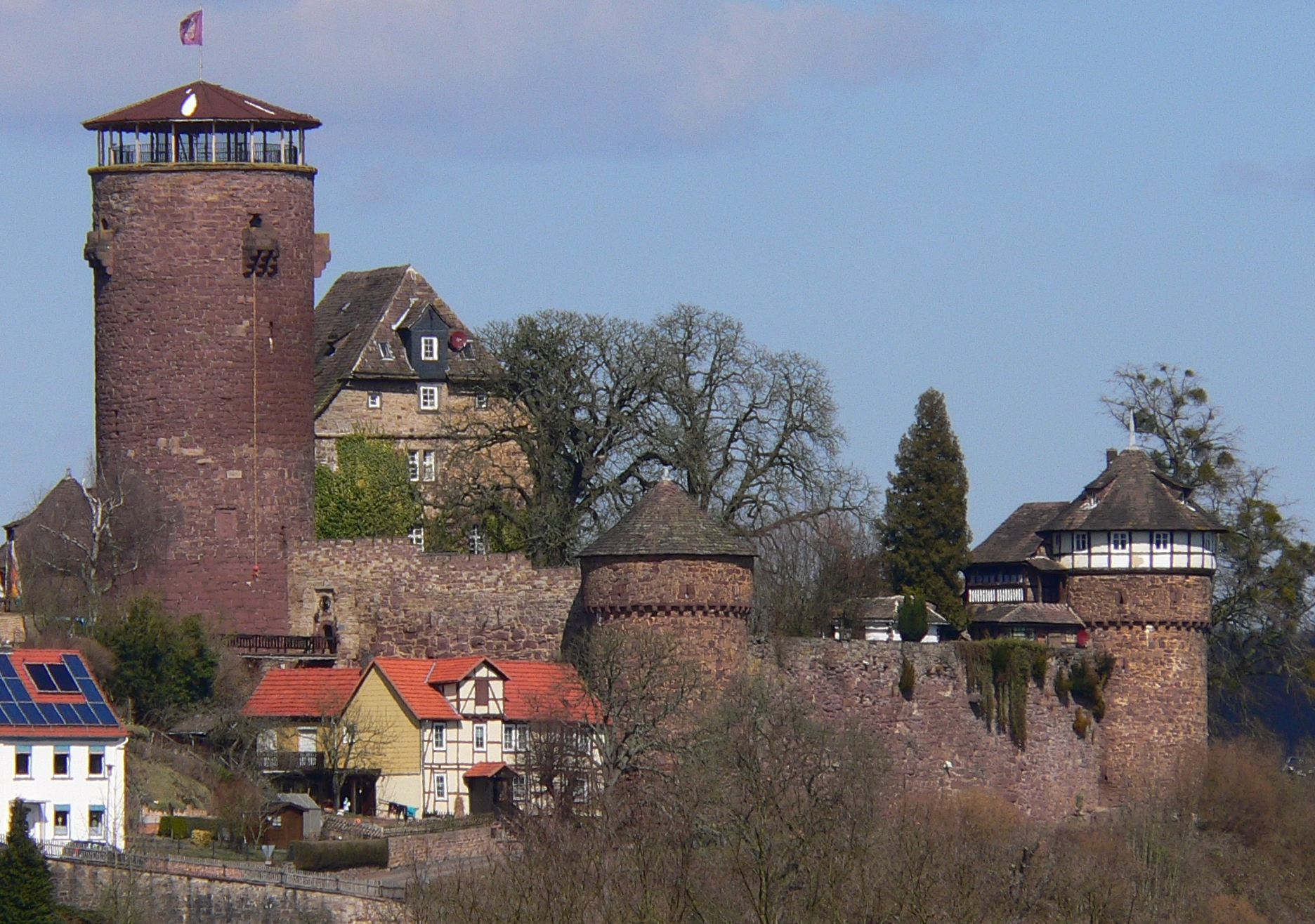
トレンデルブルク城

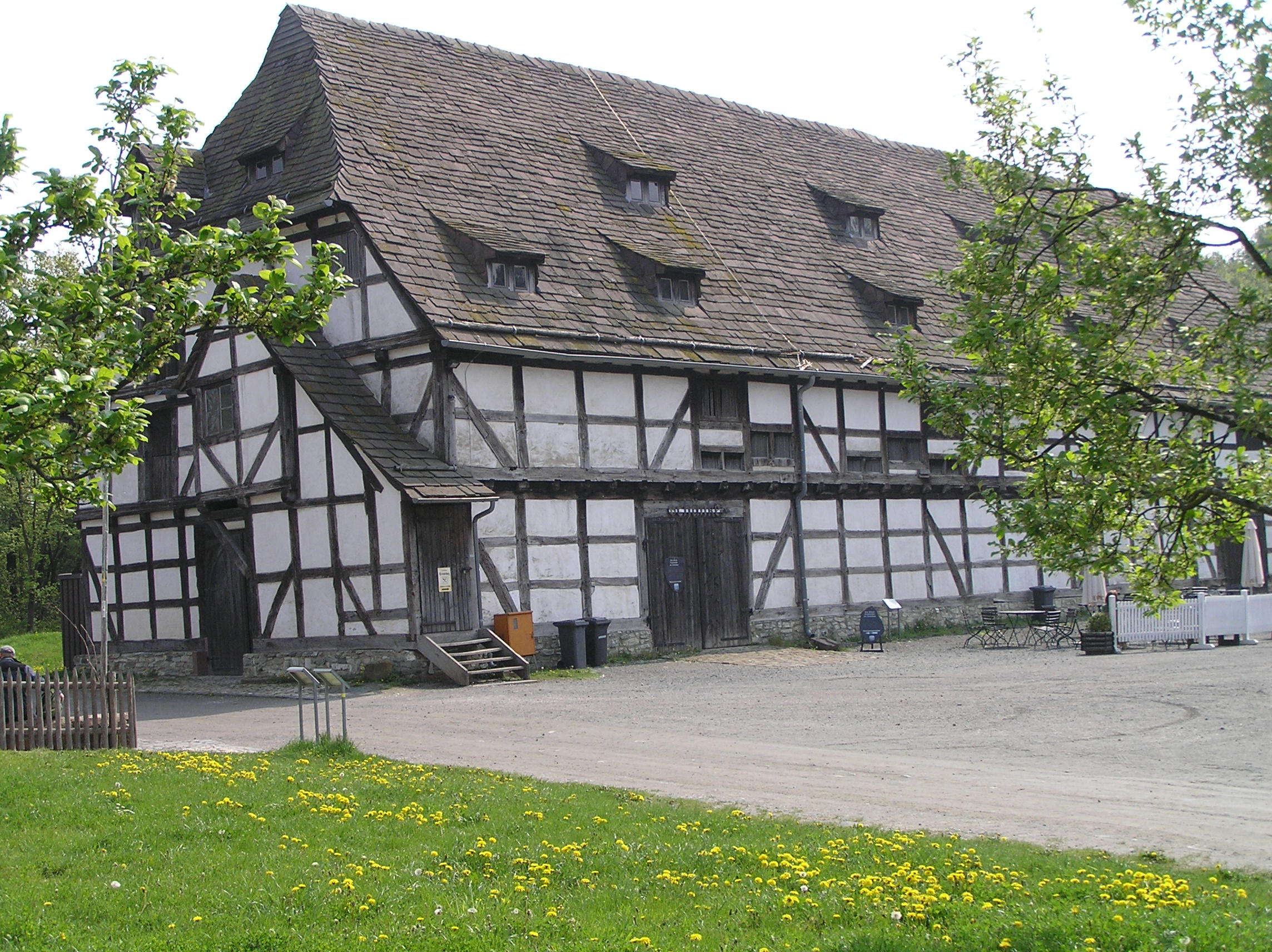
ヘッセンパーク野外博物館に移築されたトレンデルブルクの十分の一税倉庫

- トレンデルブルク城は、13世紀に、集落の最も高い場所に山城として築かれた。この城は、トレンデルブルクの象徴的建造物となっている。
- 旧市街: 旧市街の中世の建造物は、その大部分が1868年の火災の犠牲となった。いくつかのヴォールトを持つ地下倉庫、特に2001年に再発見されたミクワーを有するそれは、この時代の遺物である。市壁の遺構と通りや路地の配置は古い都市計画を示している。1950年代と60年代に市壁や市庁舎跡付近の古い建物やマルクト広場の泉、大きなディーメル川の橋（1747年にスウェーデン王でヘッセン方伯のフリードリヒによって建設された）が取り壊された。大きな門と室内打穀場を持つディーメルザクセンの農家は、17世紀に市壁の古い門の前に形成された農村の通り沿いに建設された。この建物には銘文が刻まれたファサードが遺されている。現存する最も古い農家であるラートハウス通り（市役所通り）3番地の建物は1460年頃に建造されたものである。
- 歴史的市庁舎: ゴシック様式の玄関と玄関ホールを有する4階建てのこの木組み建築は現在、市行政官庁の一部となっている。古くは市長の官邸であった。この建物には牢獄室があり、消防組織の一部が入居していた。正面には市の紋章と1582年の日時計が掲げられている。中央階段を持つ玄関部の拡張により増築がなされ、1970年代に市の行政機構がこの建物に入居した。建物のひどい損傷に伴い2010年から包括的な改修が行われている。
- プロテスタントの教区教会（旧マリア教会）は14世紀の創設当時の一部（左側廊）を遺している。1443年と1456年の大火の後、三廊式のホール教会として新たに建設された。この教会は3張間の中央部と、ゴシック様式の同じ高さの2つの側廊からなる。内陣室は北東に位置している。側面に増築された教会塔は1789年に建造されたもので、2007年に修復された明かり取りの小塔を有している。1889年に主入口が西側に移された。聖具室内にはシュトックハウゼン家の代々の墓所がある。20世紀の修復の際に墓所の調査が行われ、中央の窓が近代的なものに置き換えられ、墓碑を含む床が新しくされ、白い漆喰の下に塗り込められていたフレスコが明らかにされ、2階席から貴族席やその入口が除去された。極めて保存状態の良いレリーフ状のエルンスト・ハンス・シュトックハウゼンの墓碑（1578年）が屋外から教会内部の後部の壁に移された。シュトックハウゼン家の保存状態の良いエピタフと、露出して修復された壁絵（キリストと三人の王）は、特に興味深いものである。
- 旧ユダヤ教組織の聖なる浴槽ミクワーは2001年に、アム・ブルンネン6番地の建物の改築工事の際に偶然再発見された。短い通路でつながったヴォールトを持つ2つの地下室は中世のトレンデルブルクをしのばせる。ツーリストビューロの営業時間中は、この地下室と聖槽を無料で見学することができる。大きい方の部屋が地下貯蔵庫で、小さい部屋が17世紀のユダヤ教の浴槽室であった。3段になった四角い水槽には「命の水」すなわち雨水や湧き水を誘導する給水システムが設けられていた。この給水システムの遺構と1783年の史料がこれを証明している。木組みの建物は19世紀の火災で焼失し、地下への入口はふさがれた。浴槽室への入り口には壁が設けられた。19世紀にはすでにこの浴槽は放棄され、新しい施設が建造されていたことが分かる。これにより、浴槽は後世に無傷のまま遺されたのである。1930年代にトレンデルブルクに住んでいたユダヤ人のギースベルク家がシナゴーグを含む家屋を売却し、この街を離れた。
- 方伯所有のディーメル水車は1455年に初めて記録されている。この施設は、上の水車と下の水車で構成され、パンの製造所が付属していた。水は、水車を廻すとともに、山に位置する街に飲み水を供給していた。現在この水車小屋には、郷土資料を収めた博物館とカフェが入居している。また周辺は、通年使えるキャンプ場になっている。
- 方伯御料地（1580年）: 240 ha の農地と 35 ha の牧草地を持つ方伯御料地を経理監督官が治めていた。その監督署と納屋がディーメル橋の近くに現存している。この土地は、1950年代に旧ドイツ東部領土から追放された人々の居住地として提供された。1568年に建造された十分の一税倉庫はヘッセンパーク野外博物館（ホーホタウヌス郡ノイ＝アンスパハ）に移された。
- 水車小屋の裏手に方伯運河の堰が、良い保存状態で遺されている。この施設はヘッセン＝カッセル方伯カールの運河プロジェクトの一部であった。始点はバート・カールスハーフェンのヴェーザー川沿いの舟溜まりである。この運河はディーメル、トレンデルブルク、シュタンメン、ヒュンメと掘り進められたが、1730年の方伯の死により中止された。ヘッセンの水路による他国との貿易は三十年戦争終結後盛んになっていた。
- ヴュルマーゼンの水城は1108年に初めて記録された騎士領である。この城は、トレンデルブルクの代官で保護権を行使したフォン・シュトックハウゼン家の所有であった。この所領は広大な土地を有したが、1950年代に失われた。その後、主を失った建物は荒廃したが、1990年代にカッセル郡によって改築がなされた。現在ここには州立博物館、グループ・キャンプ場、青少年のための作業場がある。
- シュタンメン城: シュタンメンには1429年からパッペンハイム家の城があった。この城は初めは城砦であったが、後に城館に改築された。小さな庭に囲まれた城館としての建物は1773年に建設された。その所領は城の背後にあった。この城は保存状態の良い壁で囲まれている。1960年代に城は老人養護施設に改造され、1990年代からは旅行者のための施設になっている。
- ゴッツビューレンの巡礼教会: ゴッツビューレンの集落の中央に位置するゴシック様式のホール教会は中世の巡礼教会に由来し、1329年の「血のホスティア」の発掘によりこれが証明された。豊富に流通する金銭が、リッポルツベルク修道院をして1331年から1332年に「聖ライヒナム」に捧げられた大きな教会を建設することを可能にした。フレスコや彫刻作品がこの聖人の伝説を物語っている。この集落は中世には重要であった交易路、ケーニヒス街道に面していた。巡礼者を保護するために1335年にザーバブルク城が建造された。

- トレンデルブルクのミクワー
- ヴュルマーゼン城
- ゴッツビューレンの巡礼教会

### 自然文化財
- ラインハルトの森
- ヴォルケンブリュッヒェ
- エーバーシュッツァー・クリッペン

### 観光ルート
トレンデルブルクにはラプンツェルの像があり、ドイツ・メルヘン街道の一部となっている。

## 経済と社会資本

### 交通
連邦道B83号線ヘクスター - カッセル線がトレンデルブルクを通っている。
トレンデルブルクは北ヘッセン交通連盟のサービス地区に位置している。クアヘッセン地方交通のバス路線第180系統は、おおむね廃線となったカールス鉄道に沿って走っており、トレンデルブルクをホーフガイスマーおよびバート・カールスハーフェンと結んでいる。前者では鉄道ハム - カッセル線に、後者では鉄道オットベルゲン - ゲッティンゲン線に接続する。

## 人物

### 出身者
- カール・ゲルラント（1905年 - 1945年）ゴッツビューレン出身。NSDAPのクアヘッセンのガウ指導者。

## 引用
1. ↑  Hessisches Statistisches Landesamt: Bevölkerung in Hessen am 31.12.2023 (Landkreise, kreisfreie Städte und Gemeinden, Einwohnerzahlen auf Grundlage des Zensus 2011)]
2. ↑  2011年3月27日の市議会選挙結果